# Обервіра
Обервіра (нім. Oberwiera) — громада в Німеччині, розташована в землі Саксонія. Входить до складу району Цвікау. Складова частина об'єднання громад Вальденбург.
Площа — 14,33 км2. Населення становить 1004 ос. (станом на 31 грудня 2020).